# Kvinnor (roman)
Kvinnor (originaltitel: Women) är en roman från 1978 av Charles Bukowski. Precis som i Charles Bukowskis två tidigare romaner, Postverket (1971) och Faktotum (1975), är protagonisten i Kvinnor Henry Chinaski, Bukowskis delvis självbiografiska alter-ego. Till skillnad från tidigare romaner fokuserar dock Kvinnor på Bukowskis senare liv, där han fått litterärt erkännande.